# Флавий Далмаций
 Тази статия е за цензорa.  За цезаря (335-337) Флавий Далмаций, син на цензора, вижте Далмаций.  
Флавий Далмаций († 337), познат още като Далмаций Цензора, е цензор (333) и член на Константиновата династия, която управлява Римската империя в началото на 4 век.

## Биография
Далмаций е син на Констанций Хлор и Флавия Максимиана Теодора. Полубрат е на император Константин I.
Далмаций прекарва младостта си в галска Толоса. Възможно е двамата му сина, Далмаций и Ханибалиан, да са родени там.
През средата на двадесетте години на 4 век Флавий Далмаций се завръща в Константинопол в двора на своя полубрат и е назначен за консул и цензор през 333. В Антиохия Флавий е отговорен за сигурността на източните граници на областта. През този период той проучва случая с епископ Атанасий от Александрия, важния противник на арианството, който е обвинен в убийство. През 334 Флавий потушава бунта на Калоцер, който се провъзгласява за император в Кипър. През следващата година той изпраща някои войници до съвета в Тир, за да спаси живота на Атанасий.
Двамата му сина са назначени на важни постове в администрацията на Константин, но Флавий Далмаций и синовете му са убити в чистките, проведени след смъртта на императора през май 337.